# Василина (супруга Юлия Констанция)
Василина (Базилина) (лат. Basilina; ум. в 332/333 году) — жена Юлия Констанция и мать римского императора Юлиана Отступника. Василина была греческого происхождения.
Её отцом был Юлий Юлиан — консул и префект претория. Её образованием занимался Мардоний, евнух готского происхождения, который вырос в доме Юлия Юлиана. Василина стала второй женой Юлия Констанция, которому она родила Юлиана; она умерла через несколько месяцев после родов. Христианка, но первоначально она предпочитала арианство. В честь неё Юлиан назвал один город в Вифинии Василинополисом.